# Сьодлоне
Сьодлоне (пол. Siodłonie, нім. Zedlin) — село в Польщі, у гміні Ґлувчиці Слупського повіту Поморського воєводства.
Населення — 206 осіб (2011).
У 1975-1998 роках село належало до Слупського воєводства.

## Демографія
Демографічна структура станом на 31 березня 2011 року:
|          | Загалом | Допрацездатний вік | Працездатний вік | Постпрацездатний вік |
| -------- | ------- | ------------------ | ---------------- | -------------------- |
| Чоловіки | 108     | 34                 | 68               | 6                    |
| Жінки    | 98      | 27                 | 58               | 13                   |
| Разом    | 206     | 61                 | 126              | 19                   |